# Landesregierung Meyer
Die Landesregierung Meyer bildete die  Salzburger Landesregierung unter Landeshauptmann Oskar Meyer in der 1. Gesetzgebungsperiode der Ersten Republik von der Wahl der Landesregierung am 23. April 1919 bis zu den Neuwahlen und der Wahl Franz Rehrls zum neuen Landeshauptmann am 4. Mai 1922.
Bei der Landtagswahl 1919 hatte die Christlichsoziale Partei mit 19 Mandaten die relative Mandatsmehrheit erzielt. Die Sozialdemokratische Arbeiterpartei Deutschösterreichs (SDAPDÖ) erreichte 12 der 40 Mandate, die Deutschfreiheitliche Partei (DFP) acht Mandate. Ein Mandat entfiel zudem auf die Pinzgauer Wirtschaftspartei, deren Abgeordneter Johann Hasenauer sich in der Folge jedoch dem christlichsozialen Landtagsklub anschloss.
Nach der Angelobung der Landtagsabgeordneten am 23. April 1919 wählte der Landtag am selben Tag die Mitglieder der Landesregierung unter Landeshauptmann Oskar Meyer.
Hauptschwerpunkt der Regierung war der Neuaufbau von Stadt und Land Salzburg sowie die Bekämpfung der wirtschaftlichen Not der Bevölkerung. Unter Landeshauptmann Meyer fanden 1920 die ersten Salzburger Festspiele statt.

## Regierungsmitglieder
| Amt                            | Name                 | Partei | Ressorts                                                             |
| ------------------------------ | -------------------- | ------ | -------------------------------------------------------------------- |
| Landeshauptmann                | Oskar Meyer          | CSP    | Bau und Verkehr                                                      |
| Landeshauptmann-Stellvertreter | Franz Rehrl          | CSP    | Verfassungs- und Verwaltungsreform, Recht, Kultus und Wissenschaften |
| Landesrat                      | Daniel Etter         | CSP    | Kunst, Kultur und Bildung, ab 1921 ersetzt durch Michael Neureiter   |
| Landesrat                      | Johann Lackner       | CSP    | Landwirtschaft                                                       |
| Landesrat                      | Wilhelm Scherthanner | CSP    | Soziales                                                             |
| Landesrat                      | Anton Christoph      | DFP    |                                                                      |
| Landesrat                      | Josef Breitenfelder  | SDAP   |                                                                      |
| Landesrat                      | Karl Emminger        | SDAP   | Arbeit                                                               |